# Sean Howson
Sean Howsonn (1º gennaio 1981) è un ex calciatore montserratiano, di ruolo attaccante.

## Carriera
Ha giocato nelle squadre britanniche del Peacehaven & Telscombe e dell'Hurstpierpoint.